# Cædwalla
Caedwalla —Cædwalla — (659 – 20 d'abril del 689) fou rei de Wessex des de l'any 685 fins al 688, quan va abdicar. La seva família era originària de la regió de Cadwallon, País de Gal·les. De jove fou exiliat al Regne de Sussex, on va reunir tropes suficients per atacar i matar el rei Æthelwealh de Sussex. Malgrat tot, no va poder apoderar-se d'aquestes terres i fou expulsat. El 685 fou coronat rei de Wessex després d'acabar amb tots els seus oponents al tron i va reprendre els seus atacs contra els saxons del sud, aquest cop conquerint Sussex, l'illa de Wight, Surrey i el Regne de Kent.
A causa de les ferides que va patir durant la conquesta de l'illa de Wight, va abdicar l'any 688 per viatjar a Roma i ser batejat, on va morir pocs dies després de rebre el sagrament. Fou succeït per Ine.

## El territori dels saxons occidentals en els anys 680

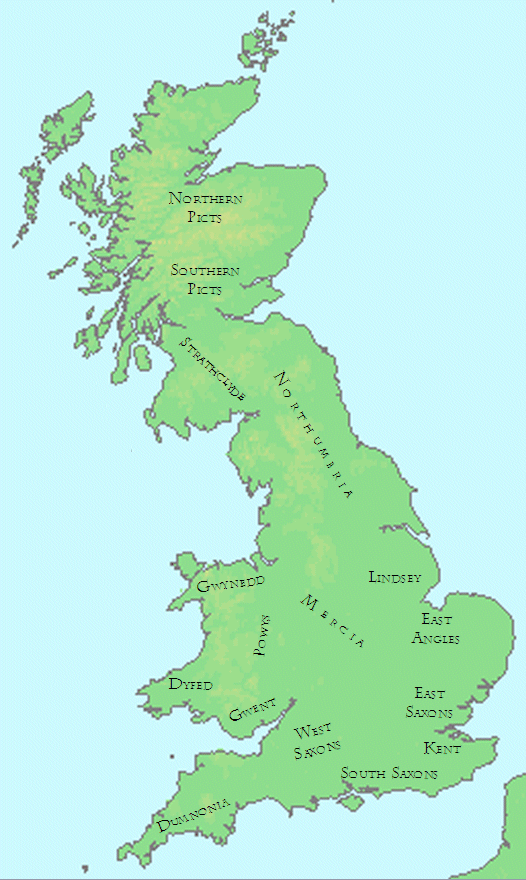
Els regnes de l'illa de la Gran Bretanya a finals del segle VII.

## Cristianisme

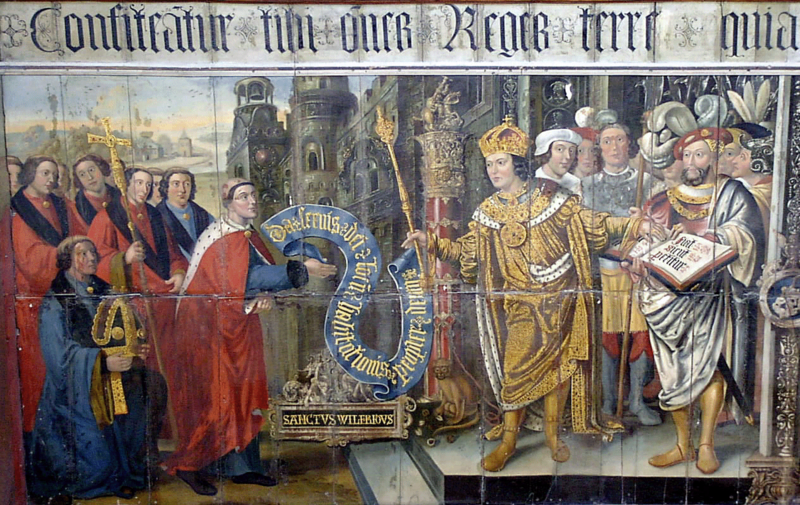
Pintura mural de la catedral de Chichester que mostra Cædwalla donant les seves terres a Wilfrid de York.